# Eodorcadion argaloides
Eodorcadion argaloides es una especie de escarabajo longicornio perteneciente al género Eodorcadion, categorizada en la tribu Dorcadionini, de la subfamilia Lamiinae. Fue descrita por Breuning en 1947.
El período de actividad en los ejemplares adultos se presenta en el mes de agosto.

## Descripción
Mide 14,6-18,5 mm de longitud.

## Distribución
Se distribuye por Asia: en China y Mongolia.